# Julio César Tello
Julio César Tello Rojas (Huarochirí, 11 de abril de 1880-Lima, 3 de junio de 1947) fue un médico cirujano y antropólogo peruano. Fue el primer arqueólogo indígena de América. Es considerado el padre de la arqueología peruana. Descubrió las culturas Chavín y Paracas, e impulsó el Museo de Arqueología, Antropología e Historia del Perú.

## Biografía
Julio César Tello nació  en Huarochirí, fue hijo de una familia de agricultores, sus padres fueron Julián Tello García y María Asunción Rojas Erques, ambos hablaban quechua. Sus estudios primarios los hizo en su pueblo natal y en 1893 se trasladó a Lima para cursar la secundaria en el Colegio Nacional Nuestra Señora de Guadalupe. 
En 1900 ingresó a la Facultad de Medicina de la Universidad Nacional Mayor de San Marcos, donde fue condiscípulo de un hijo del ilustre tradicionista don Ricardo Palma, por lo que frecuentó su casa, ganándose el afecto del anciano escritor, quien, en su condición de director de la Biblioteca Nacional del Perú, consiguió un puesto como conservador. Fue allí donde le nació a Tello la inquietud por la ciencia y la investigación, especialmente la arqueología y la antropología. Su acercamiento al mundo prehispánico se produjo a partir de la lectura de un estudio de las lenguas indígenas de Sebastián Barranca. En 1906 ofreció su primera conferencia en torno a unos cráneos prehistóricos desenterrados en tumbas prehispánicas de Yauyos. Pero antes que nada decidió culminar su carrera y se graduó de bachiller en Medicina el 16 de noviembre de 1908, con su tesis «La antigüedad de la sífilis en el Perú», un original estudio sobre dicha enfermedad. Finalmente se recibió como Médico Cirujano en 1909. 

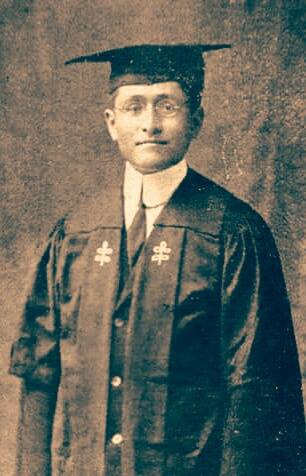
El joven Julio C. Tello, egresado de la Universidad de Harvard.

Gracias a una beca concedida por el primer gobierno de Augusto B. Leguía viajó a los Estados Unidos para realizar estudios de postgrado en la Universidad de Harvard, permaneciendo allí por tres años. Tuvo por maestros a celebridades del mundo científico, como Aleš Hrdlička y Franz Boas. Obtuvo su maestría en Medicina (1909) y luego en Antropología (1911), siendo el primer peruano en alcanzar tal grado académico en dicha universidad. A mérito de sus estudios, obtuvo una nueva beca, que le permitió concurrir, en Londres, al XVIII Congreso Internacional de Americanistas (1911) y seguir estudios de especialización en el Seminario de Antropología de la Universidad de Berlín (1912). Conoció por entonces a la dama inglesa Olive Chessman, con quien después se casaría y viviría. 
A su retorno al Perú en 1913 comenzó su labor arqueológica acompañando a su maestro Aleš Hrdlička en sus investigaciones por los valles de la costa central. Fue nombrado director de la sección arqueológica del Museo de Historia Nacional, cuya organización inicial orientó hasta verse obligado a renunciar en 1915. 
Militó en el Partido Nacional Democrático y fue elegido diputado por la provincia de Huarochirí, cargo que ejerció entre los años 1913 y 1930, período en el cual luchó indesmayablemente por la defensa del patrimonio histórico y arqueológico nacional. Presentó proyectos de ley en favor de la Protección y Conservación de Monumentos Históricos; y de la Reforma Universitaria, donde se enfatiza la investigación, la formación de docentes y la capacitación de profesionales a través de becas. Ya en los años 30 se convierte en simpatizante aprista, aunque nunca estuvo inscrito oficialmente, se hizo muy amigo de Víctor Raúl Haya de la Torre y de los principales líderes del aprismo, y fue el propio Tello quien le dio la idea a Haya de convertir el cóndor de chavín en el escudo oficial del APRA, cosa que repitió en los años 60 cuando el APRA impulsó la creación de algunas universidades, la más destacada, la Universidad Villarreal, la cual lleva como símbolo la Estela Raymondi, iconografía chavín muy estudiada por Tello.
En la Facultad de Ciencias Naturales de San Marcos se graduó de bachiller el 6 de mayo de 1918 con la tesis «El uso de las cabezas humanas artificialmente momificadas y su representación en el antiguo arte peruano». Luego optó el grado de Doctor, el 6 de agosto de ese año.
Empezó a recorrer todo el país con el fin de realizar trabajos de campo, haciendo valiosas investigaciones en torno a las culturas precolombinas. A él debemos la identificación de la antigüedad y difusión de la Cultura Chavín (1919) y el descubrimiento de la necrópolis de Paracas (1925); asimismo, las excavaciones en el extenso valle del Santa (1926 y 1934) y en el alto valle del Marañón (1934 y 1937); en Huánuco Viejo y Kotosh (1935); en el valle del Urubamba (1942) y en sitios diversos de los departamentos de Lima, Arequipa, Cuzco y Puno, que le permitieron formular su propia apreciación sobre el proceso civilizatorio del Perú antiguo.

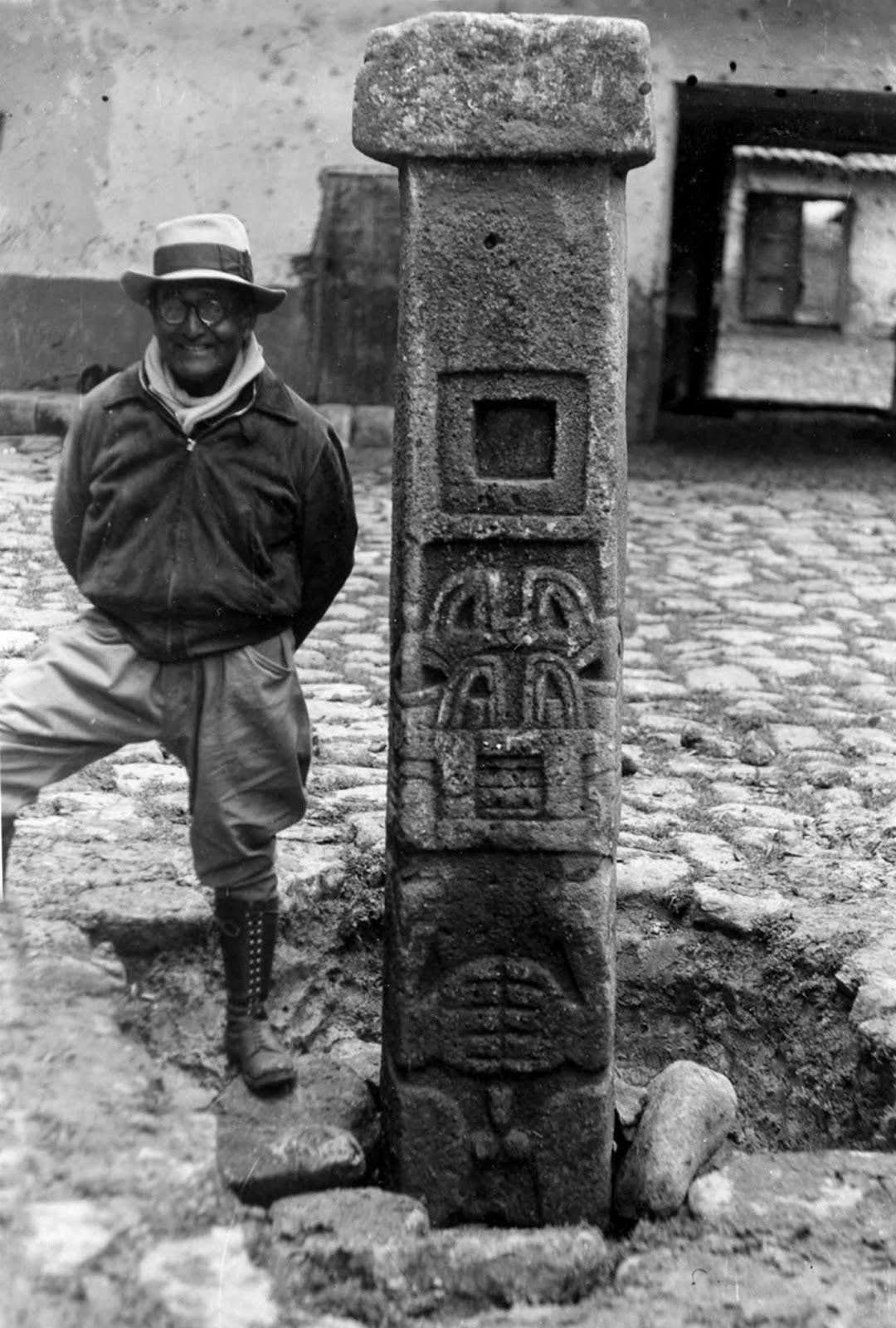
Tello durante una expedición arqueológica

Fundó el Museo de Arqueología y Etnología de la Universidad de San Marcos, el 21 de octubre de 1919, cuya dirección ejerció hasta su muerte. Al mismo tiempo y teniendo como base la colección Larco Herrera adquirida por el Estado, en 1924 formó el Museo de Arqueología Peruana, que dirigió hasta 1930, cuando debido a la caída del presidente Leguía fue reemplazado intempestivamente por Luis E. Valcárcel. Entre 1931 y 1938 dirigió el Instituto de Investigaciones Antropológicas dependiente de dicho museo, instituto que por iniciativa suya se convirtió en el Museo Nacional de Antropología, con sede en la Magdalena Vieja (1938). Luego, por decreto supremo del 30 de enero de 1945, dicho museo se transformó en el Museo Nacional de Arqueología y Antropología, concentrando todas las colecciones arqueológicas que el Estado tenía en Lima. Tello fue su primer director y reunió allí todo el material acumulado a lo largo de tres décadas de exploraciones con la colaboración de sus discípulos Rebeca Carrión Cachot y Toribio Mejía Xesspe. 
Su gran vocación humanística lo llevó también a dictar cátedras de Arqueología en la Universidad Nacional Mayor de San Marcos y de Antropología en la Pontificia Universidad Católica del Perú (de 1931 a 1933). Enseñó también Historia del Perú Antiguo en el Colegio Antonio Raimondi, de 1934 a 1935. Como docente universitario renovó la cátedra con nuevos cursos como Antropología General, Antropología Física, Arqueología de América y del Perú. Sus clases eran prácticas y acostumbraba llevar a sus alumnos a los museos y sitios arqueológicos. Para ayudar a sus estudiantes escribió obras generales de visión sintética y panorámica de las culturas prehispánicas.
A los 67 años de edad, se le detectó cáncer a los ganglios, falleciendo en el hospital Arzobispo Loayza el 3 de junio de 1947. Fue sepultado provisionalmente en el Cementerio Presbítero Matías Maestro para posteriormente —según su propia voluntad— ser trasladado a los jardines del Museo Nacional de Arqueología y Antropología en la Magdalena Vieja, que desde 1992 adoptó el nombre de Museo Nacional de Arqueología, Antropología e Historia de Pueblo Libre, donde descansa hasta la actualidad.

## La teoría sobre el origen de la cultura peruana
Tello hizo su aparición en el panorama científico del Perú defendiendo la tesis del autoctonismo de la cultura peruana precolombina y refutando la teoría de la procedencia mesoamericana (de México y Centroamérica) sostenida por el arqueólogo alemán Max Uhle.
Por autoctonismo cultural se entiende cuando una cultura es originaria del mismo territorio en el que se ha desarrollado. Tello sostuvo que la cultura más antigua del Perú fue la cultura Chavín, surgida hace 3000 años en la sierra oriental del departamento de Áncash, y que de allí se había irradiado hacia la costa y a otras regiones del área andina. Contradecía así a la teoría inmigracionista de Max Uhle, que sostenía que los elementos culturales arribaron a la costa peruana procedentes de Mesoamérica, para irradiarse luego a la sierra. Tello sostuvo también que los iniciadores de cultura Chavín fueron gente procedentes de la selva amazónica, portadores de una cultura rudimentaria, pero que con el tiempo forjaron una alta cultura, sin recibir ninguna influencia foránea. Para respaldar esta tesis del origen amazónico, señaló la aparente representación de animales amazónicos en el arte chavín, principalmente el caimán y el otorongo.
Según la teoría de Tello, la cultura peruana habría seguido más o menos el siguiente proceso:
a) En épocas prehistóricas, grupos de hombres primitivos procedentes del norte llegaron a la selva amazónica. Esta gente vivía de la caza, pesca y recolección.
b) En busca de un medio más acogedor, estos grupos fueron ascendiendo por el flanco oriental de los Andes y se establecieron en la ceja de selva o selva alta, zona que es muy favorable para la vida. Allí descubrieron la agricultura y aprendieron a cultivar maíz, yuca, camote, frijoles, maní y árboles frutales (papaya, chirimoya, palta, piña, guanábana, lúcuma, pacae, granadilla). Con la agricultura surgió la vida sedentaria, la construcción de viviendas, la fabricación de utensilios, tejidos, cestos, etc. nació propiamente la cultura.
c) Prosiguiendo su ascensión llegaron dichos hombres a la sierra interandina, donde perfeccionaron la agricultura. Domesticaron la papa, la cañigua, la quinua, la oca, el olluco y animales como la llama y la alpaca. Desarrollaron enormemente la textilería, la cerámica, la arquitectura de piedra, etc.
d) Posteriormente los hombres de las altas culturas serranas bajaron a la costa y formaron las culturas costeñas.
Por cerca de 30 años Tello recorrió en todas direcciones el territorio peruano, haciendo notables excavaciones y estudios, siendo los principales los realizados en la cuenca de los ríos Huallaga y Marañón, en Chavín de Huántar, en el río Grande de Nazca, en la Península de Paracas, en Pachacámac, Casma y Nepeña, en Moche, Puno, Cuzco y otros lugares. 
Como resultado de sus investigaciones, Tello señaló a la cultura Chavín (cuyo centro es el santuario de Chavín de Huántar, situado en la sierra de Ancash) como la cultura madre o matriz de la civilización peruana, es decir de la que se originaron el resto de las culturas. Tello calculó su antigüedad en 1000 a 1500 años antes de Cristo. 
Las teorías de Tello dominaron la arqueología peruana durante décadas, pero investigaciones posteriores han demostrado una evolución cultural en territorio peruano muy anterior al santuario de Chavín de Huántar. Se ha probado que algunos monumentos de la costa son más antiguos, como es el caso de Cupisnique y Sechín. El arqueólogo Rafael Larco Hoyle sostuvo incluso que la alta cultura peruana se había originado en la costa norte y que de allí se había irradiado a la sierra. Sin embargo, es evidente la existencia de afinidades entre Chavín de Huántar y las diversas expresiones culturales, tanto costeñas como cordilleranas, anteriores, contemporáneas y posteriores a ese monumento, por lo que es muy fundado sostener la existencia de un horizonte cultural, que ha tomado precisamente el nombre de Chavín.
De los planteamientos de Tello ha sobrevivido la tesis del carácter autóctono de las culturas prehispánicas en suelo peruano, a pesar de los intentos de arqueólogos como Federico Kauffman Doig de insistir en el origen foráneo de la alta cultura peruana (teoría aloctonista).

## Importancia

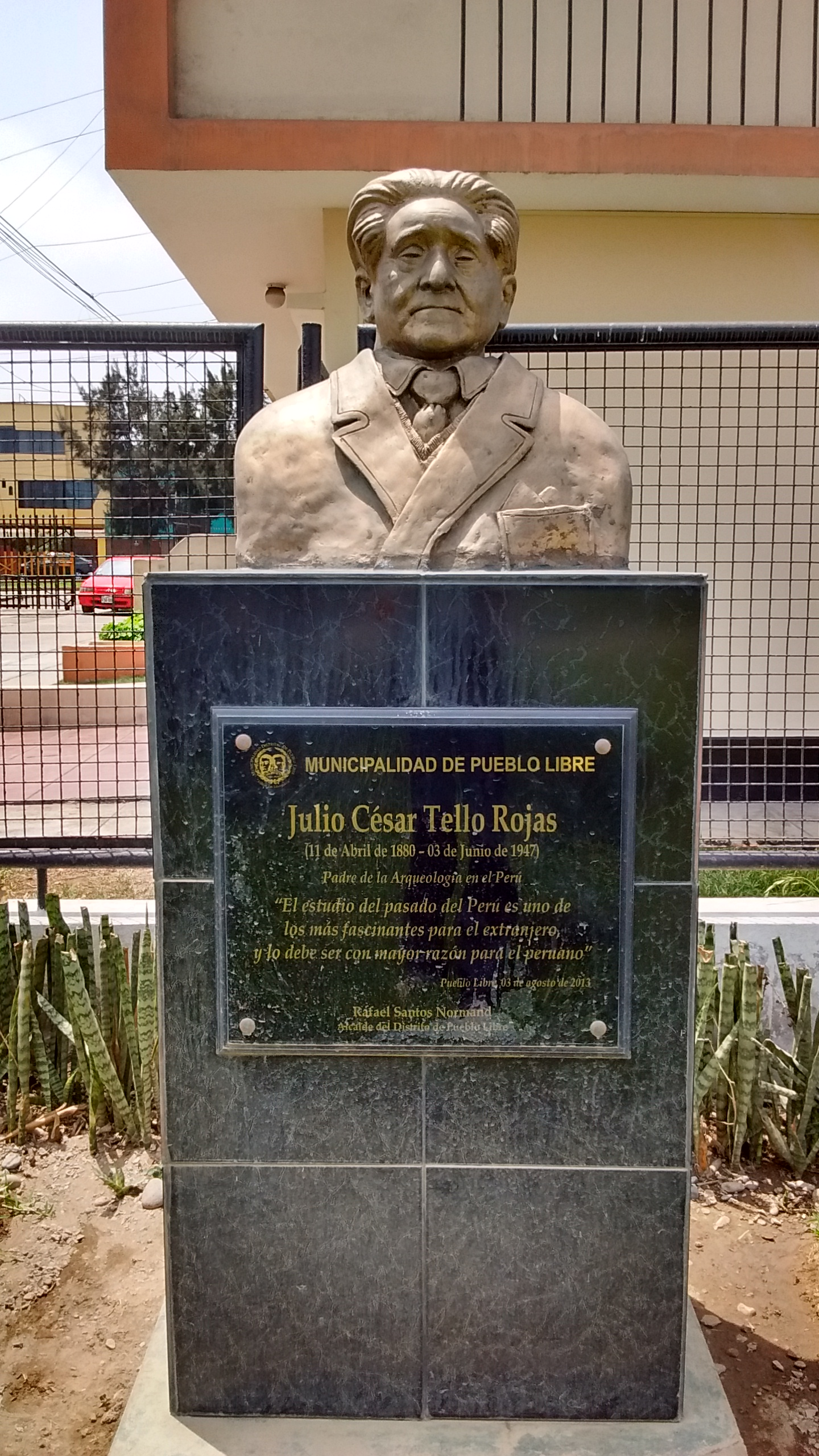
Busto de Julio César Tello en el sitio arqueológico de Maranga, Departamento de Lima.

Tello es considerado el «padre de la arqueología peruana», porque fue el primero que se propuso estudiar, con rigurosidad y métodos adecuados, la formación y la naturaleza de las culturas antiguas del Perú, convenciendo de que era la única manera de comprender al Perú actual.
Tuvo el mérito encomiable de ser uno de los primeros científicos sociales en «romper la idea dominante» de la inferioridad de los antiguos pueblos del Perú. En este sentido, acumuló ingentes testimonios de la grandeza del pueblo peruano, en contra de los que se avergonzaban de lo genuinamente indígena. Hizo brotar literalmente de las llanuras costeñas, innumerables tumbas, templos y ciudades deslumbradoras, imágenes de dioses en oro, piedra y barro, e infinidad de evidencias de la realidad sociocultural y económica del antiguo poblador andino.
También interpretó la relación entre el desarrollo étnico-cultural y el medio ambiente, mostrando la heterogeneidad del peruano pre y post-hispánico.

## El archivo Tello
Antes de morir, el doctor Tello legó su inmenso archivo personal a la Universidad de San Marcos, mencionando en su testamento a dos de sus discípulos, Rebeca Carrión Cachot y Toribio Mejía Xesspe, a quienes consideraba los más idóneos para continuar su trabajo. Había además una cláusula, según la cual, ningún documento podía ser abierto sin presencia de la familia. Los documentos se hallaban repartidos entre el Museo de la Magdalena, la Universidad de San Marcos e Incawasi (la casa familiar del arqueólogo en el distrito de Miraflores y que fuera destruida en 2021).
Así pues, Carrión y Mejía fueron designados por la Universidad para compilar, ordenar y en algunos casos complementar las anotaciones y libretas de campo hasta concluir algunas de las obras que Tello dejó en proceso de preparación. Fue gracias a la labor de Mejía Xesspe que se dio a luz dos obras fundamentales: Chavín, cultura matriz de la civilización andina (1960) y Paracas (2 vols. 1959 y 1979). Además: Arqueología del Valle de Casma. Culturas Chavín, Santa o Huaylas Yunga y Sub Chimú (1956) e Historia de los museos nacionales del Perú. 1822-1946 (1967).
Pese a esta gran labor de recopilación, mucha de la documentación inmensa permanece aún archivada en el Museo de Pueblo Libre y en San Marcos. En esta última existen 130.213 documentos, entre folios, dibujos, calcos, ilustraciones (divididos por temas: Paracas, Nasca, Chimú) así como correspondencia epistolar, además de apuntes de sus trabajos de campo, sus resúmenes e interpretaciones.

## Obras

### Libros
- 1921. Introducción a la historia antigua del Perú. Lima.
- 1929. Antiguo Perú. Primera época. Editado por la Comisión Organizadora del Segundo Congreso Sudamericano de Turismo. Lima. 183 pp.
- 1956. Arqueología del valle de Casma. Culturas: Chavín, Santa o Huaylas Yunga y Sub-Chimú. Informe de los trabajos de la Expedición Arqueológica al Marañón de 1937. Lima, Editorial San Marcos, 344 pp.
- 1959. Paracas, primera parte. Vol. 1. Publicación antropológica del Archivo «Julio C. Tello» de la Universidad Nacional Mayor de San Marcos. Lima. 129 pp.
- 1960. Chavín. Cultura matriz de la civilización andina. Primera parte. Publicación antropológica del Archivo «Julio C. Tello» de la Universidad Nacional Mayor de San Marcos. Vol. II. Lima. 364 pp.
- 1967. Páginas escogidas. Selección y prólogo de Toribio Mejía Xesspe. Universidad Nacional Mayor de San Marcos. Lima. 241 pp.

### Libros en colaboración
- Huamán Poma de Ayala; Tello, Julio César (1939). «Las primeras edades del Perú. Ensayo de interpretación por Julio C. Tello. Versión al castellano de los términos indígenas por Toribio Mejía Xesspe. Ilustraciones de Guamán Poma, Pedro Rojas Ponce y Hernán Ponce Sánchez.». Publicaciones del Museo de Antropología (en es nombre=Felipe) 1. OCLC 560479634.

### Artículos en revistas especializadas
- 1908. «La antigüedad de la sífilis en el Perú». Revista Universitaria. Órgano de la Universidad Mayor de San Marcos. Año IV, Vol. IV, pp. 180-212. Lima.
- 1912. «Prehistoric trephining among tire Yauyos of Peru». XVIII International Congress of Americanists. Actas y trabajos, pp. 75-83. Londres.
- 1917. «Los antiguos cementerios del valle de Nasca». Proceedings of the Second Pan American Scientific Congress, Washington 1915-1916. Section I: Anthropology. Vol. I, pp. 283-291. Washington.
- 1918. «El uso de las cabezas humanas artificialmente momificadas y su representación en el antiguo arte peruano». Revista Universitaria. Órgano de la Universidad Mayor de San Marcos. Año XIII, Vol. II, pp. 477-533. Lima.
- 1923. «Wira Kocha». Inca. Revista trimestral de estudios antropológicos. Órgano del Museo de Arqueología de la Universidad Mayor de San Marcos. Vol. I, n.º 1, pp. 93-320; Vol. I, n.º 3, pp. 583-606. Lima.
- 1924. «Observaciones del Editor al discurso del profesor Seler». Inca. Vol. I, n.º 2, pp. 375-382. Lima.
- 1926. «Los descubrimientos del Museo de Arqueología Peruana en la península de Paracas». XXII Congreso Internacional de Americanistas, Roma. Actas y memorias. Vol. I, pp. 679-690. Roma.
- 1927. «Bibliografía antropológica del Perú». Boletín Bibliográfico. Biblioteca de la Universidad Mayor de San Marcos. Vol. III, n.º 3, pp. 31-36. Lima.
- 1928. «Andean Civilization: some problems of Peruvian Archaeology». XXIII Congress Intemational of Americanist, New York. Actas y trabajos. Vol. I, pp. 259.290. Nueva York.
- 1928. «Los descubrimientos del Museo de Arqueología Peruana en la Península de Paracas». Actas del XXII Congresso Intemazionali degli Americanisti, Roma, settembre 1926. Vol. I, pp. 679-690. Roma.
- 1931. «Un modelo de escenografía plástica en el arte antiguo peruano». Wira Kocha. Revista peruana de estudios antropológicos. Vol. l, n.º l, pp. 89-l12. Lima.
- 1934. «Perú prehistórico: origen, desarrollo y correlación de las antiguas culturas peruanas». Revista de la Pontificia Universidad Católica del Perú. Tomo II, n.º 10, pp. 151-168. Lima. http://repositorio.pucp.edu.pe/index/handle/123456789/52819
- 1936. «Indumentaria de los incas». Letras. Órgano de la Facultad de Letras de la Universidad Mayor de San Marcos. N.º 2, pp. 413-419. Lima. https://doi.org/10.30920/letras.1.2.5
- 1937. «La civilización de los inkas». Letras. Órgano de la Facultad de Letras de la Universidad Mayor de San Marcos. Tomo III, N.º 6, pp. 5-37. Lima. https://doi.org/10.30920/letras.3.6.1
- 1938. «Arte Antiguo Peruano: Álbum fotográfico de las principales especies arqueológicas existentes en los Museos de Lima. Primera Parte. Tecnología y Morfología». Inca. Vol. II. Lima.
- 1938. «Objeto y propósito de la Expedición arqueológica al Marañón». Boletín de la Sociedad Geográfica de Lima. Tomo LV, Trim. 2-3, pp. 123-131. Lima.
- 1940. «Pachacamac». Chaski. Órgano de la Asociación Peruana de Arqueología. Vol. I, N.º 2, pp. 1-4. Lima.
- 1940. «Un vaso de piedra de Nasca. Primeros indicios de una Cultura Megalítica semejante a la de Chavín en la región central del Perú». Chaski. Órgano de la Asociación Peruana de Arqueología. Vol. I, n.º 1, pp. 27-48. Lima.
- 1940. «Un ejemplar de cerámica de Cajabamba». Chaski. Vol. I, N.º 2, p. 77. Lima.
- 1941. «La ciudad Inkaica de Cajamarca». Chaski. Órgano de la Asociación Peruana de Arqueología. Vol. I, N.º 3, pp. 3-7. Lima.
- 1942. «Origen y desarrollo de las civilizaciones prehistóricas andinas». Actas y trabajos científicos del XXVII Congreso Internacional de Americanistas, Lima 1939. Tomo I, pp. 589-720. Lima.
- 1942. «Sobre el descubrimiento de la Cultura Chavín del Perú». XXVII Congreso Internacional de Americanistas, Actas de la Primera Sesión, celebrada en la ciudad de México en 1939. Tomo I, pp. 231-252. México.
- 1943. «Memoria suscita sobre los trabajos arqueológicos realizados en las ruinas de Pachacamac durante los años 1940 y 1941». Memoria de la Junta Departamental Pro-Desocupados de Lima, 1939, 1940 y 1941. Lima.
- 1943. «Discovery of the Chavin culture in Peru». American Antiquity. Vol. IX, n.º 1, pp. 135-160. Menasha. https://doi.org/10.2307/275457
- 1943. «Sobre el descubrimiento de la cultura Chavín en el Perú». Letras. Órgano de la Facultad de Letras y Pedagogía, Universidad Mayor de San Marcos. n.º 26, pp. 226-373. Lima. https://doi.org/10.30920/letras.9.26.3
- 1945. «El país de los inkas». Peí en entras 1944-45. pp. 592-613. Lima, Empresa Gráfica Scheuch S.A.
- 1955. «El país de los inkas». Revista del Museo Nacional de Antropología y Arqueología. Año II, n.º 2, pp. 24-45. Lima.